# Pierre Jaquet-Droz

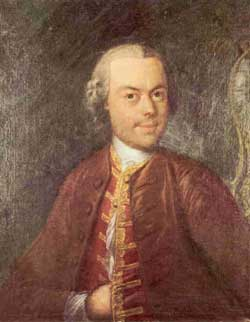
Pierre Jaquet-Droz

Pierre Jaquet-Droz (1721 — 1790) foi um relojoeiro suíço que viveu em Paris, Londres e Genebra, onde desenhou e construiu bonecos animados ou autômatos como publicidade para sua empresa que vendia relógios e pássaros mecânicos.